# Kamopanorpa karaungurica
Kamopanorpa karaungurica is een fossiele soort schietmot uit de familie Microptysmatidae.